# 古德拉克 (肯塔基州)
古德拉克（英語：Goodluck）是位於美國肯塔基州梅特卡夫縣的一個非建制地區。

## 地理
古德拉克所處的海拔為高於海平面251米（即823英呎），而該地所採用的時區為UTC-6，即北美中部時區（CST）。同時該地設有夏令時間，為UTC-6調快一小時，即UTC-5（CDT）。